# Вирга
Вирга је висећа завеса или падавинска пруга која се види испод облака. Јављају се када водене капи које падају из облака не могу да доспеју до земље већ испаравају на одређеној висини.
Оваква појава је честа у јужном делу САД и у преријским пределима Канаде. Приликом заласка Сунца вирге могу изазавати интересантне призоре на небу. Такође, вирге могу утицати на настанак невремена и микропропадања.